# Prodidomus yorke
Prodidomus yorke là một loài nhện trong họ Gnaphosidae.
Loài này thuộc chi Prodidomus. Prodidomus yorke được Norman I. Platnick & Barbara Baehr miêu tả năm 2006.